# August Schauman
Pour les articles homonymes, voir Schauman.
Josef August Schauman (né le 7 juillet 1826 à Helsinki – décédé le 28 août 1896 à Helsinki) est un journaliste, politicien et écrivain finlandais,.

## Biographie
On le connait avant tout comme fondateur du journal Hufvudstadsbladet.
Pendant ses études, Schauman s'intéresse au mouvement fennomane, et la question linguistique sera un thème central durant toute sa carrière.
Il soutient l'amélioration du statut de la langue finnoise et défend la position historique de la langue suédoise.
Schauman milite au Parti libéral (fi) et participe à toutes les réunions de la Diète de Finlande de 1863 à 1894.